# Bouquemaison
Bouquemaison település Franciaországban, Somme megyében. Lakosainak száma 496 fő (2022. január 1.). Bouquemaison Bonnières, Rebreuve-sur-Canche, Le Souich, Doullens, Grouches-Luchuel, Lucheux és Neuvillette községekkel határos.

## Népesség
A település népességének változása:
| Lakosok száma | 548  | 520  | 521  | 503  | 495  | 488  | 490  | 493  | 496  |
|               | 2013 | 2015 | 2016 | 2017 | 2018 | 2019 | 2020 | 2021 | 2022 |